# روزا بيدنجتون
روزا سوزان بينيلوبي بيدنجتون (زمالة الجمعية الملكية) (ولدت في 23 مارس 1956 - وتوفيت في 18 مايو 2001) كانت عالمة أحياء بريطانية وكان لمسيرتها المهنية تأثير كبير على علم الأحياء التطوري.

## التعليم والحياة المبكرة
ولدت بيدنجتون في 23 مارس 1956، وهي الابنة الثانية لروي وآنا بيدنجتون ( ني جريفيث). التحقت بمدرسة شيربورن للبنات ثم التحقت بكلية براسينوس، في أكسفورد من عام 1974، حصلت على الترتيب الأول في العلوم الفسيولوجية عام 1977. شرعت بيدنجتون في دراسة النمط المحوري الأمامي والخلفي في أجنة الثدييات، بدءًا من أطروحة الدكتوراه بعنوان "دراسات حول مصير الخلية وفعالية الخلية في جنين الثدييات بعد الزرع" تحت إشراف ريتشارد جاردنر وفيرجينيا بابايوانو وحصلت على درجة الدكتوراه في عام 1981.

## المسيرة المهنية
نشرت بيدنجتون العديد من الأوراق البحثية رفيعة المستوى في حياتها المهنية القصيرة نسبيًا (تم نشر العديد من الأوراق المهمة بعد وفاتها). وعملت بشكل مكثف على علم الوراثة التطورية للنمذجة المحورية، ومواصفات الطبقة الجرثومية، وظواهر أخرى لتكوين المعدة في الثدييات، بما في ذلك إثبات أن العقدة هي المنظم في الثدييات. تشمل مساهماتها التقنية في علم الأجنة التجريبي إعادة الزرع الجراحي في الرحم لإطالة الوقت الذي يمكن فيه زراعة جنين تم التلاعب به تجريبيًا واستخدام علامة معدلة وراثيًا (بيتا غالاكتوزيداز) لتحديد الأنسجة المزروعة مقابل الأنسجة المضيفة في الأجنة التجريبية.
بينما أدرك زميل في الصندوق الإمبراطوري لأبحاث السرطان (ويعرف الآن بمختبر أبحاث السرطان في المملكة المتحدة) في أكسفورد، أدركت بيدنجتون إليزابيث روبرتسون إمكانات الخلايا الجذعية الجنينية لدراسة التلاعب الجيني بعد إثبات قدرة هذه الخلايا على استعمار الأجنة النامية.
درست بيدنجتون في دورة مختبرات كولد سبرينغ هاربور الصيفية المنشأة حديثًا حول التلاعب بجنين الفأر منذ عام 1986، بما في ذلك عامين كمنظمة مشاركة مع روبرتسون. وكانت بيدنجتون سكرتيرة الاجتماعات للجمعية البريطانية لعلم الأحياء التنموي من عام 1990 إلى عام 1995. وفي عام 1993، أسست وقادت قسم تنمية الثدييات في المعهد الوطني للبحوث الطبية.

## الجوائز والتكريم
بصفتها فنانة موهوبة، صممت ميدالية وادينغتون، التي مُنحت للاداء المتميز والمساهمة في مجال علم الأحياء التنموي. وحصلت بيدنجتون بنفسها على ميدالية وادينغتون في عام 1999. بالإضافة إلى ذلك، أنشأت الجمعية البريطانية لعلم الأحياء التنموي على شرفها ميدالية بيدنجتون، وهي جائزة وطنية تُمنح لأبرز أطروحة دكتوراه في علم الأحياء التنموي في العام السابق. يعتمد تصميم الميدالية على رسومات بيدنجتون. وجاء ترشيحها للجمعية الملكية كالتالي:
| « | جمع عمل بدينجتون بين علم الأجنة الكلاسيكي و الوراثة الجزيئية. ولقد أثبتت باستخدام مهاراتها العظيمة في المعالجة الدقيقة والمعالجة الدقيقة، العديد من السمات الرئيسية لعملية المعدة في الفأر، وهي عملية أساسية في تطور الثدييات. كانت أول من أظهر النشاط المحفز للمحور لعقدة الفأر وأظهرت أن الأديم الخارجي يؤدي إلى ظهور جميع الأعضاء البالغة. في الآونة الأخيرة، حددت اثنين من الجين المتورطين في مواصفات الهياكل الأمامية، بما في ذلك الدماغ الأمامي. يقدم هذا العمل أول دليل على أن النمط المحوري في نمو الثدييات ينشأ في نسيج خارج الجنين وأن الهوية الأمامية يتم تحديدها قبل تكوين الخط البدائي. كما يوفر رؤى جديدة حول المواصفات الإقليمية والزخرفة الخلفية الخلفية في جميع الفقاريات. | » |

## الحياة الشخصية
كانت بيدنجتون متزوجة من روبن دينيستون. توفيت في 18 مايو 2001 من مضاعفات مرض السرطان. 